# Halle Carroll
Pour les articles homonymes, voir Carroll.
Halle Carroll (née Cioffi le 5 août 1969) est une joueuse de tennis américaine, professionnelle du milieu des années 1980 à 1993.
Par deux fois, elle a joué le 3e tour en simple dans une épreuve du Grand Chelem, précisément à l'US Open : en 1989 (battue par Larisa Neiland) et en 1990 (par Martina Navrátilová).
Elle a remporté deux tournois WTA pendant sa carrière (un en simple, un en double dames).

## Palmarès

### Titre en simple dames
| No | Date       | Nom et lieu du tournoi                       | Catégorie | Dotation | Surface    | Finaliste  | Score         |          |
| -- | ---------- | -------------------------------------------- | --------- | -------- | ---------- | ---------- | ------------- | -------- |
| 1  | 26/10/1987 | Virginia Slims of Indianapolis, Indianapolis |           | 75 000 $ | Dur (int.) | Anne Smith | 4-6, 6-4, 7-6 | Parcours |

### Finale en simple dames
Aucune

### Titre en double dames
| No | Date       | Nom et lieu du tournoi        | Catégorie | Dotation  | Surface      | Partenaire         | Finalistes                            | Score         |          |
| -- | ---------- | ----------------------------- | --------- | --------- | ------------ | ------------------ | ------------------------------------- | ------------- | -------- |
| 1  | 06/07/1992 | Torneo Internazionale Palerme | Tier IV   | 100 000 $ | Terre (ext.) | Maria Jose Gaidano | Petra Langrová Ana-Maria Segura-Perez | 6-3, 4-6, 6-3 | Parcours |

### Finale en double dames
Aucune

## Parcours en Grand Chelem

### En simple dames
| Année | Open d'Australie | Open d'Australie   | Internationaux de France | Internationaux de France | Wimbledon       | Wimbledon      | US Open         | US Open             |
| 1987  | -                | -                  | 2e tour (1/32)           | Angelikí Kanellopoúlou   | 1er tour (1/64) | Peanut Louie   | 1er tour (1/64) | Elly Hakami         |
| 1988  | -                | -                  | 1er tour (1/64)          | Luciana Corsato          | 1er tour (1/64) | Sylvia Hanika  | 2e tour (1/32)  | Chris Evert         |
| 1989  | 1er tour (1/64)  | Patty Fendick      | -                        | -                        | -               | -              | 3e tour (1/16)  | Larisa Savchenko    |
| 1990  | 2e tour (1/32)   | Dinky Van Rensburg | -                        | -                        | -               | -              | 3e tour (1/16)  | Martina Navrátilová |
| 1991  | -                | -                  | 2e tour (1/32)           | Elna Reinach             | 1er tour (1/64) | Judith Wiesner | 1er tour (1/64) | Erika de Lone       |
| 1992  | 2e tour (1/32)   | Patty Fendick      | 1er tour (1/64)          | Manuela Maleeva          | -               | -              | 1er tour (1/64) | Steffi Graf         |
| 1993  | -                | -                  | -                        | -                        | -               | -              | 1er tour (1/64) | Shaun Stafford      |

À droite du résultat, l’ultime adversaire.

### En double dames
| Année | Open d'Australie           | Open d'Australie         | Internationaux de France | Internationaux de France | Wimbledon                  | Wimbledon                | US Open                     | US Open                   |
| 1989  | 2e tour (1/16) Amy Frazier | Navrátilová Pam Shriver  | -                        | -                        | -                          | -                        | 1er tour (1/32) Amy Frazier | Rosie Casals Sharon Walsh |
| 1990  | 2e tour (1/16) Amy Frazier | G. Fernández Robin White | -                        | -                        | -                          | -                        | 2e tour (1/16) Amy Frazier  | G. Fernández Navrátilová  |
| 1991  | -                          | -                        | -                        | -                        | 2e tour (1/16) Amy Frazier | A. Sánchez Helena Suková | -                           | -                         |

Sous le résultat, la partenaire ; à droite, l’ultime équipe adverse.

## Classements WTA en fin de saison

### En simple
| Année | 1985 | 1986 | 1987 | 1988 | 1989 | 1990 | 1991 | 1992 | 1993 |
| Rang  | 179  | 147  | 55   | 47   | 50   | 111  | 87   | 95   | 342  |

Source : (en) « Classements de Halle Carroll », sur le site officiel du WTA Tour

### En double
| Année | 1987 | 1988 | 1989 | 1990 | 1991 | 1992 | 1993 |
| Rang  | 349  | 206  | 106  | 223  | 237  | 98   | 477  |

Source : (en) « Classements de Halle Carroll », sur le site officiel du WTA Tour